# Mysidae
Mysidae là một họ giáp xác trong bộ Mysida, với hơn 1000 loài trong 170 chi.

## Phân họ và chi
Các phân họ và chi sau đây được công nhận:
Boreomysinae Holt & Tattersall, 1905
- Birsteiniamysis Tchindonova, 1981
- Boreomysis G. O. Sars, 1869

Erythropinae Hansen, 1910
- Aberomysis Bacescu & Iliffe, 1986
- Amathimysis Brattegard, 1969
- Amblyops G. O. Sars, 1872
- Amblyopsoides O. S. Tattersall, 1955
- Arachnomysis Chun, 1887
- Atlanterythrops Nouvel & Lagardère, 1976
- Australerythrops W. Tattersall, 1928
- Caesaromysis Ortmann, 1893
- Chunomysis Holt & Tattersall, 1905
- Dactylamblyops Holt & Tattersall, 1906
- Dactylerythrops Holt & Tattersall, 1905
- Echinomysides Murano, 1977
- Echinomysis Illig, 1905
- Erythrops G. O. Sars, 1869
- Euchaetomera G. O. Sars, 1883
- Euchaetomeropsis W. Tattersall, 1909
- Gibbamblyops Murano & Krygier, 1985
- Gibberythrops Illig, 1930
- Gymnerythrops Hansen, 1910
- Heteroerythrops O. Tattersall, 1955
- Holmesiella Ortmann, 1908
- Hyperamblyops Birstein & Tchindonova, 1958
- Hypererythrops Holt & Tattersall, 1905
- Illigiella Murano, 1981
- Indoerythrops Panampunnayil, 1998
- Katerythrops Holt & Tattersall, 1905
- Liuimysis Wang, 1998
- Longithorax Illig, 1906
- Marumomysis Murano, 1999
- Meierythrops Murano, 1981
- Metamblyops W. Tattersall, 1907
- Meterythrops S. I. Smith, 1879
- Michthyops Tattersall, 1911
- Mysimenzies Bacescu, 1971
- Nakazawaia Murano, 1981
- Neoamblyops Fukuoka, 2009
- Nipponerythrops Murano, 1977
- Paramblyops Holt & Tattersall, 1905
- Parapseudomma Nouvel & Lagardère, 1976
- Parerythrops G. O. Sars, 1869
- Pleurerythrops Ii, 1964
- Pseudamblyops Ii, 1964
- Pseuderythrops Coifmann, 1936
- Pseudomma G. O. Sars, 1870
- Pteromysis Ii, 1964
- Scolamblyops Murano, 1974
- Shenimysis Wang, 1998
- Synerythrops Hansen, 1910
- Teratamblyops Murano, 2001
- Teraterythrops Ii, 1964
- Thalassomysis W. Tattersall, 1939
- Xenerythrops Ii, 1964

Gastrosaccinae Norman, 1892
- Anchialina Norman & Scott, 1906
- Archaeomysis Czerniavsky, 1882
- Chlamydopleon Ortmann, 1893
- Coifmanniella Heard & Price, 2006
- Eurobowmaniella Murano, 1995
- Gastrosaccus Norman, 1868
- Haplostylus Kossmann, 1880
- Iiella Bacescu, 1968
- Paranchialina Hansen, 1910
- Pseudanchialina Hansen, 1910

Heteromysinae Norman, 1892
- Burrimysis Jaume & Garcia, 1993
- Deltamysis Bowman & Orsi, 1992
- Heteromysis S. I. Smith, 1873
- Heteromysoides Bacescu, 1968
- Kochimysis Panampunnayil & Biju, 2007
- Neoheteromysis Bacescu, 1976
- Platymysis Brattegard, 1980
- Pseudomysidetes W. Tattersall, 1936
- Retromysis Wittmann, 2004

Leptomysinae Hansen, 1910
- Afromysis Zimmer, 1916
- Americamysis Price, Heard & Stuck, 1994
- Antichthomysis Fenton, 1991
- Australomysis W. Tattersall, 1927
- Bathymysis W. Tattersall, 1907
- Brasilomysis Bacescu, 1968
- Calyptomma W. Tattersall, 1909
- Ceratodoxomysis Murano, 2003
- Cubanomysis Bacescu, 1968
- Dioptromysis Zimmer, 1915
- Doxomysis Hansen, 1912
- Harmelinella Ledoyer, 1989
- Hyperiimysis Nouvel, 1966
- Iimysis Nouvel, 1966
- Leptomysis G. O. Sars, 1869
- Megalopsis Panampunnayil, 1987
- Metamysidopsis W. Tattersall, 1951
- Mysideis G. O. Sars, 1869
- Mysidopsis G. O. Sars, 1864
- Mysifaun Wittmann, 1996
- Neobathymysis Bravo & Murano, 1996
- Neodoxomysis Murano, 1999
- Notomysis Wittmann, 1986
- Nouvelia Bacescu & Vasilescu, 1973
- Paraleptomysis Liu & Wang, 1983
- Prionomysis W. Tattersall, 1922
- Proleptomysis Wittmann, 1985
- Promysis Dana, 1850
- Pseudomysis G. O. Sars, 1879
- Pseudoxomysis Nouvel, 1973
- Pyroleptomysis Wittmann, 1985
- Rostromysis Panampunnayil, 1987
- Tenagomysis Thomson, 1900

Mancomysinae Bacescu & Iliffe, 1986
- Palaumysis Bacescu & Iliffe, 1986

Mysidellinae Czerniavsky, 1882
- Mysidella G. O. Sars, 1872
- Mysidetes Holt & Tattersall, 1906

Mysinae Haworth, 1825
- Acanthomysis Czerniavsky, 1882
- Alienacanthomysis Holmquist, 1981
- Anisomysis Hansen, 1910
- Antarctomysis Coutière, 1906
- Antromysis Creaser, 1936
- Arthromysis Colosi, 1924
- Bermudamysis Bacescu & Iliffe, 1986
- Boreoacanthomysis Fukuoka & Murano, 2004
- Carnegieomysis W. Tattersall, 1943
- Caspiomysis G. O. Sars, 1907
- Columbiaemysis Holmquist, 1982
- Diamysis Czerniavsky, 1882
- Disacanthomysis Holmquist, 1981
- Exacanthomysis Holmquist, 1981
- Gangemysis Derzhavin, 1924
- Gironomysis Ortiz, García-Debrás & Pérez, 1997
- Halemysis Bacescu & Udrescu, 1984
- Hemiacanthomysis Fukuoka & Murano, 2002
- Hemimysis G. O. Sars, 1869
- Hippacanthomysis Murano & Chess, 1987
- Holmesimysis Holmquist, 1979
- Hyperacanthomysis Fukuoka & Murano, 2000
- Hyperstilomysis Fukuoka, Bravo & Murano, 2005
- Idiomysis W. Tattersall, 1922
- Indomysis W. Tattersall, 1914
- Inusitatomysis Ii, 1940
- Javanisomysis Bacescu, 1992
- Kainommatomysis W. Tattersall, 1927
- Katamysis G. O. Sars, 1893
- Keslerella Czerniavsky, 1882
- Limnomysis Czerniavsky, 1882
- Lycomysis Hansen, 1910
- Macromysis White, 1847
- Mesacanthomysis Nouvel, 1967
- Mesopodopsis Czerniavsky, 1882
- Mysidium Dana, 1852
- Mysis Latreille, 1802
- Nanomysis W. Tattersall, 1921
- Neomysis Czerniavsky, 1882
- Nipponomysis Takahashi & Murano, 1986
- Notacanthomysis Fukuoka & Murano, 2000
- Orientomysis Derzhavin, 1913
- Pacifacanthomysis Holmquist, 1981
- Paracanthomysis Ii, 1936
- Paramesopodopsis Fenton, 1985
- Paramysis Czerniavsky, 1882
- Parapodopsis Czerniavsky, 1882
- Parastilomysis Ii, 1936
- Parvimysis Brattegard, 1969
- Platyops Bacescu & Iliffe, 1986
- Praunus Leach, 1814
- Proneomysis W. Tattersall, 1933
- Sarmysis Maissuradze & Popescu, 1987
- Schistomysis Norman, 1892
- Stilomysis Norman, 1894
- Surinamysis Bowman, 1977
- Taphromysis Banner, 1953
- Tasmanomysis Fenton, 1985
- Telacanthomysis Fukuoka & Murano, 2001
- Troglomysis Stammer, 1933
- Xenacanthomysis Holmquist, 1980

Rhopalophthalminae Hansen, 1910
- Rhopalophthalmus Illig, 1906

Siriellinae Norman, 1892
- Hemisiriella Hansen, 1910
- Metasiriella Murano, 1986
- Siriella Dana, 1850